# 신준식 (1938년)
신준식(申濬植, 1938년 10월 1일~)은 대한민국의 정치인이다. 제3대 전남 순천시장을 지냈다.

## 학력
- 1961년 : 성균관대학교 법률학 학사

## 경력
- 1998년 7월 1일~2001년 2월 18일: 제3대 전라남도 순천시장

## 역대 선거 결과
|  | 12.90% |

|  | 61.68% |

| 전임 방성룡 | 제3대 전라남도 순천시장 1998년 7월 1일~2001년 2월 18일 | 후임 조충훈 |